# ویلما فن ولسن
ویلما فن ولسن (هلندی: Wilma van Velsen؛ زادهٔ ۲۲ آوریل ۱۹۶۴) شناگر اهل هلند بود.
وی در مسابقات کشوری و بین‌المللی در مجموع برندهٔ ۲ مدال نقره، ۳ مدال برنز شده‌است.